# Enzo Perlot
Enzo Perlot (Mezzolombardo, 17 novembre 1933 – Roma, 22 marzo 2002) è stato un diplomatico italiano.
(Enzo Perlot)

## Biografia
Figlio di Augusto Perlot, un eroe di guerra irredentista della prima guerra mondiale poi morto in Africa nella seconda. Orfano anche di madre fu cresciuto a Trento da un istituto religioso.
Si laurea in Scienze Politiche all'Università di Roma il 16 luglio 1956.
Entrato in diplomazia nel 1959, presta servizio presso il neocostituito ufficio Comunità Economica Europea e viene poi assegnato a Bruxelles da giovane segretario di legazione nel 1961. Ha quindi sempre seguito tutto il percorso dell'integrazione europea fino al Consiglio europeo di Berlino del 1999 in cui Romano Prodi fu nominato primo Presidente italiano della Commissione europea.
Nel 1964 è al Gabinetto del Ministro degli esteri Giuseppe Saragat poi eletto Presidente della Repubblica. Il Capo di Gabinetto di Saragat agli Esteri, Francesco Malfatti, segue il Presidente al Quirinale come suo Consigliere diplomatico ed anche Perlot viene chiamato presso la Presidenza della Repubblica. L'ufficio del Consigliere diplomatico era allora inquadrato nella struttura del Segretario Generale della Presidenza della Repubblica guidata dal Segretario Generale Nicola Picella. Viene successivamente assegnato al Consolato a Monaco di Baviera nel 1967) ed all'Ambasciata a Vienna nel 1969 con il grado di Consigliere di legazione. Nel 1971 viene richiamato a Roma da Bruno Bottai presso la Presidenza del Consiglio dei ministri con Presidente Emilio Colombo.
Dopo essere divenuto Consigliere di ambasciata nel 1973, Perlot è nuovamente alla Farnesina nel 1974 al Servizio Stampa con Bruno Bottai Capo Servizio ed Aldo Moro Ministro. Torna alla Rappresentanza d'Italia alla Comunità economica europea a Bruxelles nel 1974. Qui, su indicazione del Ministro Arnaldo Forlani (alla Farnesina dal 1976 al 1979), passa nei ruoli della Commissione europea come Direttore italiano nel 1978. Diventa quindi il portavoce del Presidente della Commissione europea Roy Jenkins e viene promosso a Ministro plenipotenziario nel 1979.
Emilio Colombo torna alla Farnesina come Ministro degli esteri dal 1980 al 1983 e richiama al suo servizio Bruno Bottai come Direttore Generale degli Affari Politici ed Enzo Perlot come Capo del Servizio Stampa. In questo periodo l'Italia contribuisce a rilanciare il percorso di integrazione europea d'intesa con la Germania con il piano Genscher-Colombo del 1981.
Nel 1983 Perlot è Ambasciatore d'Italia a Lisbona e nel 1987 rientra a Roma come Direttore Affari Politici. Viene quindi nominato Ambasciatore alla NATO nel 1991 al tempo del delicato passaggio della riunificazione tedesca e del crollo dell'Unione Sovietica. Nel 1993 passa come Rappresentante permanente d'Italia all'Unione europea. Viene quindi chiamato a Roma nel 1995 come Consigliere diplomatico a Palazzo Chigi prima con il Presidente Lamberto Dini quindi con Romano Prodi. Nel 1996 è infine nominato Ambasciatore d'Italia in Germania, prima a Bonn quindi, con il trasferimento della Capitale federale , a Berlino.
Ritiratosi dal servizio attivo il 1 dicembre 2000, diventa Presidente dell'Università di Trento nel 2001.
È deceduto il 22 marzo 2002.
Il Ministero degli Affari Esteri e della Cooperazione Internazionale ha intitolato il Corso di formazione dei giovani diplomatici vincitori del concorso 2021 alla memoria dell’Ambasciatore Enzo Perlot, producendo un video che ne ripercorre la carriera.
L’Università di Trento e la Facoltà di Giurisprudenza, su impulso dell’Istituto Diplomatico del Ministero degli Affari Esteri e della Cooperazione Internazionale, ha organizzato nel 2021 un convegno di studi in memoria dell’Ambasciatore Enzo Perlot dal titolo “L’integrazione europea: passato, presente e futuro”.

## Rilancio dell'integrazione europea
L'azione diplomatica italiana dei primi anno '80 rilancia il percorso di integrazione europea puntando prima al completamento del Mercato Unico previsto dal Trattato CEE quindi ad una vera e propria Unione Europea. Emilio Colombo e Hans-Dietrich Genscher riannodano i rapporti che erano stati tra De Gasperi ed Adenauer e lanciano il loro piano congiunto che porterà nel 1983 a Stoccarda all'adozione della Dichiarazione solenne sull'Unione europea. Riprende così il percorso che porterà all'adozione dell'Atto Unico europeo al Consiglio europeo di Milano del 1985 presieduto dal Presidente del Consiglio Bettino Craxi con Giulio Andreotti Ministro degli esteri.

## Entrata dell'Italia nell'euro
A Bonn Perlot giocò un ruolo importante nel superare le resistenze tedesche all'entrata dell'Italia fin da subito nella moneta unica dell'euro. La Deutsche Bundesbank riteneva che il debito pubblico italiano fosse allora troppo elevato rispetto al PIL e che l'Italia non sarebbe quindi stata in grado di rispettare i criteri di convergenze stabiliti nel Trattato di Maastricht e che questo avrebbe compromesso la stabilità della moneta unica europea. A Roma c'era allora al Governo Romano Prodi con Carlo Azeglio Ciampi al Tesoro e Pier Luigi Bersani all'Industria e fu impostata una articolata campagna diplomatica di persuasione dei circoli finanziari, politici ed industriali tedeschi, che infine acconsentirono.